# Shigeru Ishimoto
Shigeru Ishimoto, född 1913, död 2007, var en japansk politiker. 
Hon var miljöminister 1984–1985. Hon var den fjärde kvinnan att bli minister i Japan. Hon satt på posten i sex månader.